# Desmodium longiarticulatum
Desmodium longiarticulatum är en ärtväxtart som först beskrevs av Henry Hurd Rusby, och fick sitt nu gällande namn av Arturo Erhardo Erardo Burkart. Desmodium longiarticulatum ingår i släktet Desmodium och familjen ärtväxter. Inga underarter finns listade i Catalogue of Life.